# Toriyamaia
Toriyamaia es un género de foraminífero bentónico de la subfamilia Pseudostaffellinae, de la familia Ozawainellidae, de la superfamilia Fusulinoidea, del suborden Fusulinina y del orden Fusulinida. Su especie tipo es Toriyamia latiseptata. Su rango cronoestratigráfico abarca Cisuraliense (Pérmico inferior).

## Discusión
Clasificaciones más recientes incluyen Toriyamaia en la superfamilia Ozawainelloidea, y en la subclase Fusulinana de la clase Fusulinata. Clasificaciones más recientes incluyen Toriyamaia en la familia Pseudostaffellidae.

## Clasificación
Toriyamaia incluye a las siguientes especies:
- Toriyamaia congeneris †
- Toriyamaia ellipsoidalis †
- Toriyamaia elliptica †
- Toriyamaia laxa †
- Toriyamaia latiseptata †
- Toriyamaia longa †
- Toriyamaia minima †
- Toriyamaia provecta †